# Wien Gersthof
Wien Gersthof egy ausztriai vasútállomás Bécs 18. kerületében, Währingben.

## Forgalom
| Vonal | Útvonal |
| ----- | --- |
| S45   | Wien Handelskai – Wien Heiligenstadt – Wien Oberdöbling – Wien Krottenbachstraße – Wien Gersthof – Wien Hernals – Wien Ottakring – Wien Breitensee – Wien Penzing – Wien Hütteldorf |

## Megközelítése közösségi közlekedéssel
- Villamos:  9, 40, 41
- Autóbusz:  10A, 42A